# Norra Varsrudstjärnet
Norra Varsrudstjärnet är en sjö i Åmåls kommun i Dalsland som ingår i Göta älvs huvudavrinningsområde.